# ألان إي. ماهر
ألان إي. ماهر هو سياسي كندي، ولد في 16 فبراير 1938. انتخب عضو الجمعية التشريعية لنيو برونزويك ‏.